# 107 elementi
107 elementi è il secondo album in studio del rapper italiano Neffa, realizzato in collaborazione con il rapper Deda (già nei Sangue Misto con Neffa e DJ Gruff) e al cantante Al Castellana.

## Descrizione
I 107 elementi del titolo sono un riferimento agli elementi presenti nell'hard disk di Neffa alla fine della composizione del disco. Il significato del titolo è stato spiegato da Neffa con la seguente dichiarazione:
Oltre a Deda e Al Castellana, Neffa è accompagnato da altri rapper italiani, quali DJ Gruff, Sean e Kaos, nonché dalla cantante Elise e dal collettivo di turntablism Alien Army.
107 elementi rappresenta inoltre l'ultimo album di Neffa prima del passaggio alla musica leggera/soul, precedente al cambiamento solo l'EP Chicopisco.

## Tracce
1. Il resto è nella mente (feat. Deda & DJ Skizo) – 1:26
2. Guerra e pace (feat. Deda e Anna Marotta) – 4:51
3. Non tradire mai (feat. Al Castellana) – 4:37
4. Solo fumo (feat. MC Mello, Deda, La Famiglia & DJ Gruff) – 4:27
5. Carcere a vita (feat. Kaos) – 2:13
6. Tutto può succedere (feat. Deda) – 4:21
7. Piaceentraresullatraccia (Skit) – 0:38
8. Freaky Funk Flow Pt. 1 (feat. Carri D, Dre Love, MC Mello e DJ Stile) – 4:19
9. Nella pioggia (I Want to Go Outside) (feat. Dre Love) – 4:34
10. Vento freddo (feat. Al Castellana) – 3:31
11. Strategie dell'universo (feat. Melma & Merda, DJ Skizo, DJ Stile, DJ Double S & DJ Zak) – 4:54
12. Boogie Loogie BPM (feat. DJ Lugi) – 1:25
13. Suona ancora (feat. Elise, DJ Double S & DJ Stile) – 4:43
14. Funky dildo (Skit) (feat. Deda) – 0:37
15. Navigherò la notte (feat. Al Castellana) – 4:56
16. Elementi (feat. Deda) – 2:27
17. Aldilà del blu (Interlude) – 2:35
18. Pressure (Ak Nine Prophecy) (feat. WarDogs & SoulBoy) – 4:24
19. Nella luce delle 06:00 ('98 RMX) (feat. Deda) – 4:15
20. Parole liquide – 2:00

## Formazione
Musicisti
- Neffa – voce
- Gaetano Pellino – chitarra su Non tradire mai
- Mattia Bigi – basso su Non tradire mai e Carcere a vita
- Gianluca Gadda – pianoforte su Non tradire mai

Produzione
- Neffa – produzione (1-5, 7, 9-12, 14-16, 18-20), missaggio
- DJ Skizo – produzione (tracce 1, 7 e 11)
- Deda – produzione (tracce 2, 6, 8 e 13), missaggio
- DJ Stile – produzione (traccia 17)
- Gaetano Pellino – registrazione, missaggio
- Max Bacchin, Moreno Martin – assistenza tecnica
- Chris Gehringer – mastering
- Nicola DeeMo Peressoni – direzione artistica, design
- Giovanni Canitano – fotografia

## Classifiche
| Classifica (1998) | Posizione massima |
| ----------------- | ----------------- |
| Italia            | 10                |